# بخش تهانه
بخش تهانه (به انگلیسی: Thane district) یک بخش در هند است که در مهاراشترا واقع شده‌است. بخش تهانه ۹٬۵۵۸ کیلومتر مربع مساحت و ۱۱٬۰۶۰٬۱۴۸ نفر جمعیت دارد و ۱۱ متر بالاتر از سطح دریا واقع شده‌است.